# Geleitzug JW 66
Der Geleitzug JW 66 war ein aus 26 Frachtschiffen, einem Rettungsschiff und 25 Sicherungsschiffen bestehender alliierter Nordmeergeleitzug während des Zweiten Weltkrieges, der im April 1945 im schottischen Firth of Clyde zusammengestellt wurde und kriegswichtige Güter in das sowjetische Murmansk brachte. Der Konvoi erreichte am 26. April 1945 sein Ziel ohne Verluste.

## Zusammensetzung und Sicherung

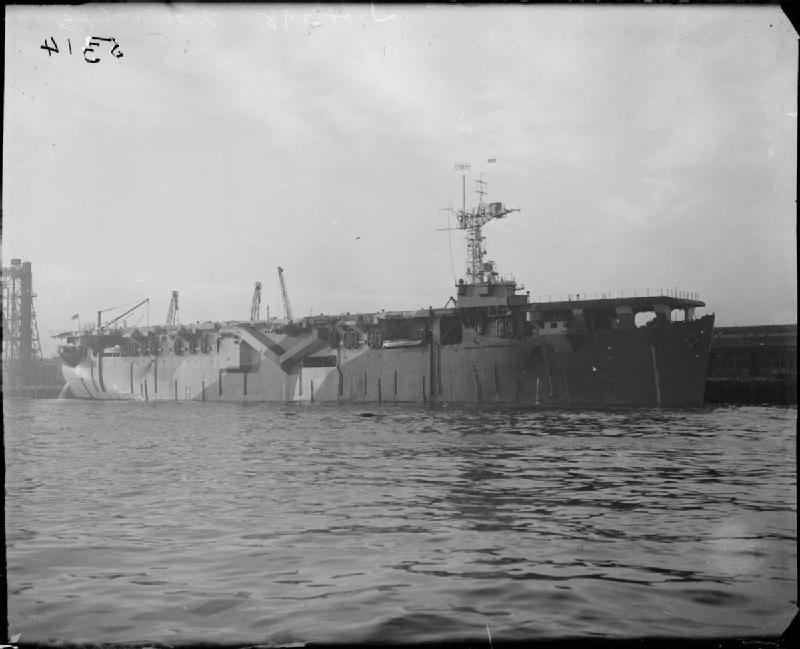
Der britische Geleitträger Vindex (November 1943).

Der norwegische Zerstörer Stord (Bild aus dem Jahr 1943).

Der Geleitzug JW 66 bestand aus 26 Frachtschiffen, dem britischen Rettungsschiff Copeland und 25 Geleitfahrzeugen, darunter zwei Geleitflugzeugträger. Der Geleitzug verließ am 16. April 1945 den Firth of Clyde (Lage) in Richtung Murmansk (Lage). Die Sicherung des Geleitzuges bestand aus den beiden Geleitträgern Vindex und Premier, dem Flugabwehrkreuzer Bellona, den britischen Zerstörern Offa, Zealous, Zephyr, Zest und Zodiac, den kanadischen Zerstörern Haida, Huron and Iroquois sowie dem norwegischen Zerstörer Stord. Hinzu kamen noch die Sloop Cygnet, die Korvetten Alnwick Castle, Bamborough Castle, Farnham Castle, Honeysuckle, Rhododendron, Oxlip und Lotus (alle zur 7th Escort Group gehörend) sowie die 19th Escort Group, die aus Island auslief und ab dem 18. April 1945 zum Konvoi hinzustieß, mit den Fregatten Loch Insh, Loch Shin, Anguilla, Goodall und Cotton. In der Endphase der Reise, ab dem 25. April 1945, wurde die Sicherung des Geleitzuges zudem noch durch sieben sowjetische Zerstörer verstärkt.
| Name                 | Typ      | Flagge                 | Vermessung in BRT | Anmerkung                      |
| -------------------- | -------- | ---------------------- | ----------------- | ------------------------------ |
| Keith Palmer         | Frachter | Vereinigte Staaten     | 7244              |                                |
| Woodbridge N. Ferris | Frachter | Vereinigte Staaten     | 7200              |                                |
| Renald Fernald       | Frachter | Vereinigte Staaten     | 7176              |                                |
| Stevenson Taylor     | Frachter | Vereinigte Staaten     | 7176              |                                |
| Park Benjamin        | Frachter | Vereinigte Staaten     | 7176              |                                |
| Linn Boyd            | Frachter | Vereinigte Staaten     | 7176              |                                |
| Empire Garrick       | Tanker   | Vereinigtes Königreich | 8128              |                                |
| John Gibbon          | Frachter | Vereinigte Staaten     | 7247              |                                |
| British Respect      | Tanker   | Vereinigtes Königreich | 8479              |                                |
| August Bellmont      | Frachter | Vereinigte Staaten     | 7240              |                                |
| Albert C. Ritchie    | Frachter | Vereinigte Staaten     | 7176              |                                |
| Samaritan            | Frachter | Vereinigtes Königreich | 7219              | Führungsschiff des Geleitzuges |
| Black Ranger         | Tanker   | Vereinigtes Königreich | 3417              | RFA-Tanker                     |
| David B. Johnson     | Frachter | Vereinigte Staaten     | 7198              |                                |
| William Tyler Page   | Frachter | Vereinigte Staaten     | 7176              |                                |
| Joshua Thomas        | Frachter | Vereinigte Staaten     | 7176              |                                |
| Laurelwood           | Frachter | Vereinigtes Königreich | 7347              | RFA-Tanker                     |
| William D. Byron     | Frachter | Vereinigte Staaten     | 7210              |                                |
| Benjamin H. Hill     | Frachter | Vereinigte Staaten     | 7198              |                                |
| Nelson W. Aldrich    | Frachter | Vereinigte Staaten     | 7176              |                                |
| Cecil N. Bean        | Frachter | Vereinigte Staaten     | 7176              |                                |
| Owen Wister          | Frachter | Vereinigte Staaten     | 7240              |                                |
| Lord Delaware        | Frachter | Vereinigte Staaten     | 7200              |                                |
| Blue Ranger          | Tanker   | Vereinigtes Königreich | 3417              | RFA-Tanker                     |
| Kronprinsen          | Frachter | Norwegen               | 7073              |                                |
| Kong Haakon VII      | Frachter | Norwegen               | 7073              |                                |
| Copeland             | Frachter | Vereinigtes Königreich | 1526              | Rettungsschiff                 |

## Verlauf
Zwar konnte die deutsche Funkbeobachtung das Auslaufen des Geleitzuges erfassen, doch gelang der deutschen Luftaufklärung infolge schlechten Wetters erst am 21. April 1945 die direkte Entdeckung der Schiffe. Von deutscher Seite war zwar am 17. April 1945 die U-Boot-Gruppe „Faust“ mit den U-Booten U 286, U 295, U 307, U 313, U 363 und U 481 sowie (ab dem 21. April 1945) U 278, U 294, U 312, U 427, U 711, U 716, U 968 und U 997 auf den Geleitzug angesetzt worden, doch konnten die U-Boote, die zu weit westlich und nahe der Bäreninsel aufgestellt worden waren, den Konvoi nicht mehr abfangen. Lediglich U 711 konnte kurzfristig Sichtkontakt zum Geleitzug herstellen, ein Torpedoangriff bei schlechter Sicht auf Ziele in der Kola-Bucht erbrachte jedoch keinen Erfolg. Von alliierter Seite wurden während der Operation insgesamt rund 400 Wasserbomben gegen angenommene Unterwasserkontakte geworfen, Schäden an U-Booten sind jedoch keine entstanden. Alle Schiffe des Geleitzuges erreichten am 26. April 1945 sicher den Hafen von Murmansk. Einziger Verlust auf alliierter Seite war eine Fairey Swordfish des Geleitträgers Vindex, die in den Abendstunden des 22. April 1945 infolge eines technischen Defektes notwassern musste. Die Besatzung konnte von Sicherungsschiffen gerettet werden.